# Храм Воздвижения Креста Господня (Осташков)
Церковь Воздвижения Креста Господня — уничтоженный в советское время православный храм, располагавшийся в городе Осташков Тверской области.

## Расположение
Храм располагался в южной части города (изначально на окраине), у 15-го переулка. Современный адрес места — Южный переулок, рядом с почтовым отделением. В настоящее время на месте Крестовоздвиженского кладбища находится парк Юность (57°08′35″ с. ш. 33°06′59″ в. д.).

## История

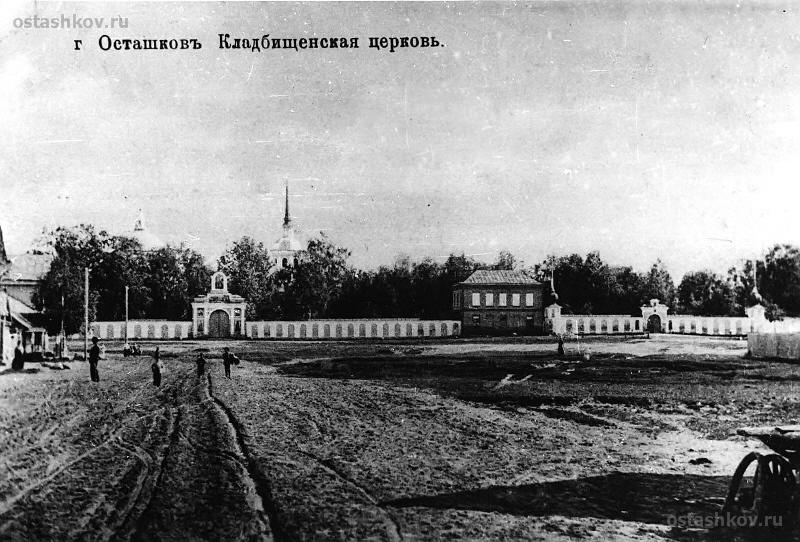
Кладбищенский храм в Осташкове в начале XX века.

Церковь была построена в 1781 году по просьбам осташковских купцов и мещан.
Храм имел три престола: главный во имя Воздвижения Креста Господня, придельные во имя Тихвинской Иконы Божией Матери и Святого пророка Ильи.
Храм и расположенное вокруг него кладбище были обнесены каменной оградой с 9-ю башнями, на северо-восточной стороне ограды была устроена часовня в честь Животворящего Креста Господня.
Церковным старостой с 1896 года служил купец Пётр Макарович Суворов.
Крестовоздвиженское кладбище, на котором находился храм, располагалось за южной окраиной Осташкова, за 15-м переулком. Был приписан к Троицкому собору. Храм и кладбище изображены на картине русского художника Якова Колокольникова-Воронина «Отъезд императора Александра первого из Осташкова». Император посетил Осташков в 1820 году.
В 1930-е годы советские власти закрыли кладбище, храм стал ветшать и приходить в негодность. Частично разрушенное церковное здание продолжало стоять на окраине Осташкова до начала 1960-х годов. В конце 1960-х годов храм был уничтожен окончательно.
В настоящее время сохранилась только одна из каменных башенок ограды кладбища.